# Matinha
Matinha é um município brasileiro do estado do Maranhão. Sua população estimada em 2004 era de 21.207 habitantes.

## História
O município de Matinha teve a sua origem com a penetração de alguns colonizadores na região, no meado do século XIX. Verificou-se, nessa época, nas proximidades da atual sede municipal, a instalação dos engenhos de açúcar "Nazaré", de propriedade do padre João do Lago e "Santa Maria", pertencente ao comendador Antonio Alves da Silva, e ainda, das fábricas de farinha de mandioca, uma localizada no sítio "Hespanha", de propriedade do comendador João Belfort e outra no lugar "Santa Maria dos Meireles", pertencente ao caboclo Ezequiel Meireles. Esses Colonizadores trouxeram considerável número de escravos para os trabalhos agrícolas.
Com o falecimento do comendador Antonio Alves da Silva, seu filho mais velho, Joáo Carlos Serra e Silva, transferiu para a localidade "BOM JESUS" o engenho de açúcar "Santa Maria". Nesse tempo, seus irmãos Serapião Serra e Silva e Gustavo Serra e Silva fixaram-se à margem da estrada que dava acesso a Viana, na zona sul da Sesmaria do Jardim, pertencente a João Carlos Serra e Silva, instalando ali um pequeno comércio. Alguns anos depois surge nova casa comercial dos irmãos Heráclito Ovídio Alves da Silva e Antonio Augusto Alves da Silva, filhos de Gustavo Serra e Silva. Com a abolição da escravatura muitos escravos e mestiços das fazendas vizinhas procuraram instalarem-se nas proximidades das casas comerciais, formando ali um pequeno núcleo residencial. Zona fertilíssima, própria para a agricultura, facilmente se desenvolveu e atraiu novos imigrantes, constituindo assim o povoado de Matinha.

## Geografia
A área do município de Matinha é de 410,633 quilômetros quadrados, o que o coloca na posição 183 dentre as 217 cidades do Maranhão.
| Área da unidade territorial [2024] | 410,633 km²                                              |
| Hierarquia urbana [2018]           | Centro Local                                             |
| Região de Influência [2018]        | Arranjo Populacional de São Luís/MA - Capital Regional A |
| Região intermediária [2024]        | São Luís                                                 |
| Região imediata [2024]             | Viana                                                    |
| Mesorregião [2022]                 | Norte Maranhense                                         |
| Microrregião [2022]                | Baixada Maranhense                                       |

Fonte: IBGE
| Bioma predominante [2024]             | Amazônia |
| Sistema Costeiro-Marinho [2019]       | Pertence |
| Área urbanizada [2019]                | 3,85 km² |
| Esgotamento sanitário adequado [2010] | 10 %     |
| Arborização de vias públicas [2010]   | 29,6 %   |
| Urbanização de vias públicas [2010]   | 0,4 %    |

Fonte: IBGE
Educação
| Taxa de escolarização de 6 a 14 anos de idade [2010]             | 96,8 %           |
| IDEB – Anos iniciais do ensino fundamental (Rede pública) [2023] | 4,8              |
| IDEB – Anos finais do ensino fundamental (Rede pública) [2023]   | 4,2              |
| Matrículas no ensino fundamental [2023]                          | 3.966 matrículas |
| Matrículas no ensino médio [2023]                                | 1.076 matrículas |
| Docentes no ensino fundamental [2023]                            | 307 docentes     |
| Docentes no ensino médio [2023]                                  | 54 docentes      |
| Número de estabelecimentos de ensino fundamental [2023]          | 43 escolas       |
| Número de estabelecimentos de ensino médio [2023]                | 2 escolas        |

Fonte: IBGE
Economia
| PIB per capita [2021]                                                                           | 8.341,52 R$      |
| Índice de Desenvolvimento Humano Municipal (IDHM) [2010]                                        | 0,619            |
| Total de receitas brutas realizadas [2023]                                                      | 94.143.742,49 R$ |
| Transferências correntes (Percentual em relação às receitas correntes brutas realizadas) [2023] | 94,67 %          |
| Total de despesas brutas empenhadas [2023]                                                      | 90.077.187,85 R$ |

Fonte: IBGE
| Salário médio mensal dos trabalhadores formais [2022]                                             | 2,0 salários mínimos |
| Pessoal ocupado [2022]                                                                            | 1.440 pessoas        |
| População ocupada [2022]                                                                          | 6,54 %               |
| Percentual da população com rendimento nominal mensal per capita de até 1/2 salário mínimo [2010] | 55,5 %               |

Fonte: IBGE